# Дворец Александра Михайловича
Дворец Великого князя Александра Михайловича (Дворец Великой княгини Ксении Александровны) — один из великокняжеских дворцов Санкт-Петербурга, расположенный на набережной Мойки. 
Здание дворца было преподнесено Великой княгине Ксении Александровне и Великому князю Александру Михайловичу как царский подарок Николая II к свадьбе, состоявшейся 25 июля 1894 года. Расположен дворец прямо напротив острова Новая Голландия, на набережной реки Мойки.                                                                            
В 1919 году в здание переехал университет имени Лесгафта.